# Charge utile Magazine
Charge utile est un magazine français , fondé en 1992, de la maison d'édition Histoire & Collections appartenant au groupe Sophia Communications de Gilles Gramat et Thierry Verret. Il traite des camions de collection et de tous les véhicules utilitaires anciens, civils,  militaires, réels et en miniature.

## Description
Gros camions des transporteurs et camionnettes des commerçants et artisans, fourgons de déménagement et fourgonnettes de livraison, autocars de ligne et de tourisme, autobus urbains, véhicules d’incendie des sapeurs pompiers, véhicules militaires aussi, sans oublier les tracteurs agricoles et les engins de travaux publics, les voitures de police et de gendarmerie, les ambulances et les corbillards, les fourgons postaux y sont évoqués.
La revue Charge utile propose également 4 numéros hors-séries par an.